# Wiktoryja Mun
Wiktoryja Mun (belarussisch Вікторыя Мун, eng: Viktoryia Mun; * 14. Dezember 1994) ist eine ehemalige belarussische Tennisspielerin.

## Karriere
Mun begann mit sechs Jahren das Tennisspielen und spielte vorrangig auf der ITF Women’s World Tennis Tour, wo sie einen Titel im Doppel gewann.

## Turniersiege

### Doppel
| Nr. | Datum        | Turnier | Kategorie   | Belag     | Partnerin        | Finalgegnerinnen             | Ergebnis |
| --- | ------------ | ------- | ----------- | --------- | ---------------- | ---------------------------- | -------- |
| 1.  | 5. Juli 2014 | Astana  | ITF $10.000 | Hartplatz | Mariia Tcakanian | Ksenia Dmitrieva Arina Folts | 6:3, 6:4 |